# Rondeletia (Pflanzengattung)
 Rondeletia  ist eine Pflanzengattung innerhalb der Familie der Rötegewächse (Rubiaceae). Ihre natürliche Verbreitung beschränkt sich endemisch auf Teile Mittelamerikas, nördliche Regionen Südamerikas sowie Inseln der Karibik.
Einige Arten insbesondere Rondeletia odorata (Panamarose) werden gerne als Zierpflanzen gezüchtet und sind bei Schmetterlingen beliebt.

## Beschreibung
Arten der Gattung wachsen ganzjährig als Sträucher oder Bäume und können je nach Art eine Höhe von 4,5 Metern erreichen.
Die immergrünen Blätter der Rondeletia haben eine leicht glänzende Oberfläche, die entweder glatt und lederartig ist oder Trichomen ausgebildet hat.
Die einzelnen Blüten wachsen in Gruppen. Während des Wachstums der Blüte bildet sich ein dünner Trichter mit einer Knospe am oberen Ende, die sich zu fünf Blütenblättern öffnet.
Die Blütenfarben können je nach Art von Weiß zu Gelb oder Rot variieren und in der Mitte gelbe Zentren haben. Durch den Duft der Blüten werden häufig Schmetterlinge und Vögel angezogen.

## Verbreitung
Vertreter der Rondeletia sind in den tropischen Gefilden der nördlichen Neotropis natürlich beheimatet und finden sich in Südamerika, Mittelamerika und auf den Inseln Westindiens.
In einigen Regionen, insbesondere Inselregionen, treten die Pflanzen teils endemisch auf, sind also nur dort in ihrem natürlichen Lebensraum zu finden.
Über die natürlichen Gebiete hinaus wachsen Vertreter der Gattung gerne als Zierpflanze in vielen anderen Teilen der Welt.

## Systematik
Die Gattung Rondeletia wurde von Carl von Linné im Jahr 1753 in seinem Werk Species Plantarum anhand der Rondeletia americana erstmals beschrieben und in die Familie der Rötegewächse (Rubiaceae) eingeordnet.
Benannt wurde sie nach dem französischen Naturforscher Guillaume Rondelet.
Bisher wurden 154 Arten offiziell der Gattung Rondeletia untergeordnet.